# Cordon de Royat
Pour les articles homonymes, voir Cordon et Royat.

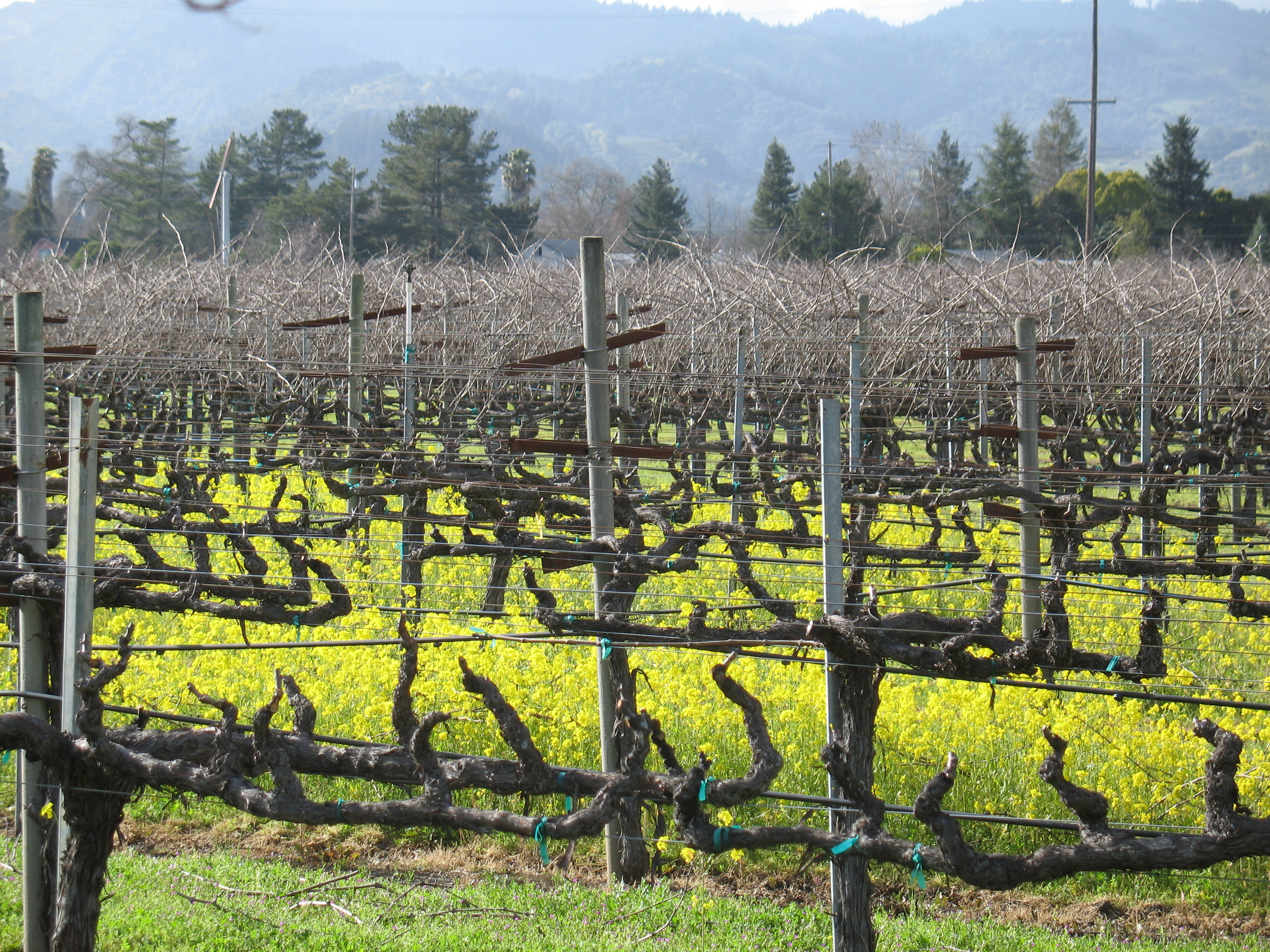
Vignes taillées, en cordon de Royat double, au premier plan.

Le Cordon de Royat est un type de taille courte utilisée dans certains vignobles. Il est formé d'un ou deux bras horizontaux, avec 4 à 6 coursons à 2 yeux. Il existe la taille en Royat double, appelée cordon bilatéral.

## Histoire
La taille en cordon de Royat est originaire de la ferme école de Royat qui a fonctionné de 1849 à 1928 sur la commune de Montaut en Ariège.

## Utilisation

### Géographie
En Bourgogne, c'est l’une des deux tailles majoritaires, avec la taille guyot.
Elle est également pratiquée dans de nombreuses régions du monde.

## Formation
La formation correcte de cette taille prend 4 à 7 années, afin d'établir des bras suffisamment vigoureux.

## Conduite
La conduite doit permettre de respecter les flux de sève, une répartition latérale de la végétation, et la possibilité de rajeunir le cep en régénérant les bras.

Cordon de Royat double, avant la taille
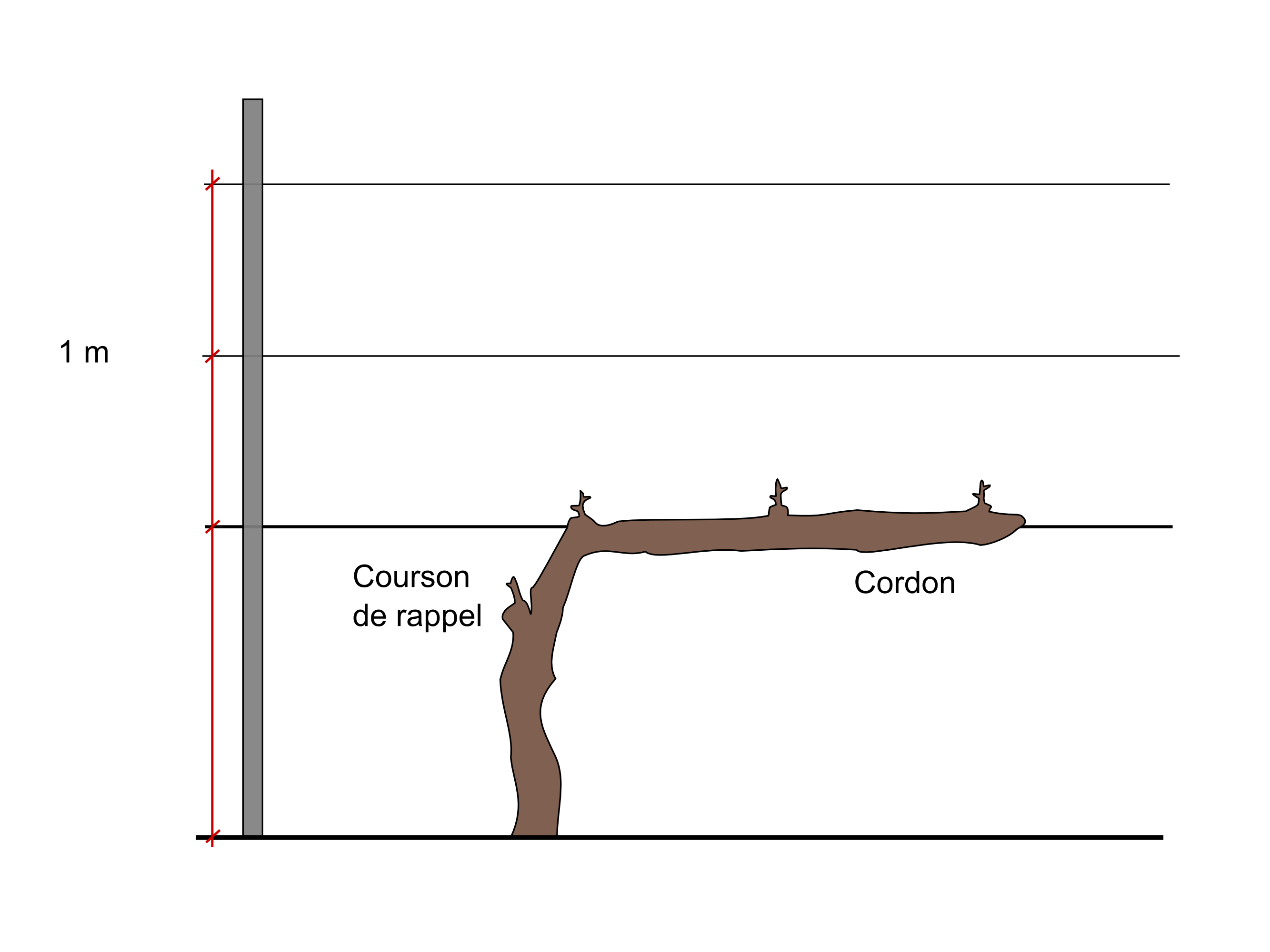
Vigne conduite en Cordon de Royat simple, après la taille.